# Korla
Korla är en stad på häradsnivå och huvudort i den autonoma prefekturen Bayingolin i Xinjiang-regionen i nordvästra Kina. Den ligger omkring 280 kilometer sydväst om regionhuvudstaden Ürümqi.
Staden är belägen i Tarimbäckenet nära insjön Bosten, 275 kilometer sydväst om provinshuvudstaden Ürümqi. Staden hade 200 400 invånare år 1999. Den är ett handelscenter vid den gamla Sidenvägen, och är slutpunkt för järnvägen från Turpan.